# Inmigración turca en Chile
La inmigración turca en Chile hace referencia al movimiento migratorio desde la República de Turquía hacia la República de Chile. 

## Historia
Las primeras comunidades de origen turco establecieron su presencia en el actual territorio chileno tras la obtención de la independencia de este país sudamericano, en un periodo que abarca finales del siglo XIX y principios del siglo XX. Considerando la vasta expansión del Imperio otomano de aquella época, el cual incorporó regiones que hoy se corresponden con naciones soberanas, así como otros territorios que se encontraban en aquel entonces bajo el dominio otomano, más no turco, como lo son Siria, Líbano, Jordania y Palestina en el Medio Oriente, la población chilena, al igual que en otros países de Latinoamérica, adoptó la denominación genérica de "turcos" para referirse a los inmigrantes originarios de estas áreas. La clasificación de los extranjeros recién llegados a Chile en los registros de inscripción como "turcos" incluía a aquellos provenientes de territorios que habían sido conquistados o invadidos por el Imperio otomano. Esta categorización ha generado percepciones variadas, siendo considerada por algunos árabes como despectiva, especialmente entre las comunidades que mantenían una postura hostil hacia los otomanos, siendo de igual manera este caso entre los armenios. Aunque esta confusión en la actualidad no es percibida como ofensiva en su esencia, puede dar lugar a malentendidos. En un sentido estricto, es importante evitar confundir a las personas del pueblo turco con aquellas del pueblo árabe, dado que, aunque ambos grupos comparten en gran medida el Islam como religión mayoritaria en la actualidad, son cultural y étnicamente distintos. Un caso distintivo se presenta en la comuna de Ovalle, ubicada en la Región de Coquimbo. A pesar de la inexistencia de una comunidad turca formal, caracterizada por elementos propios de su nacionalidad o del idioma turco, es interesante observar que los residentes locales utilizan desde hace décadas el término "turcos" para referirse a los integrantes de la colonia árabe que habita en la zona hasta la actualidad. Por otra parte, en un análisis de las dinámicas migratorias, tanto turcos como árabes exhibieron patrones similares al establecerse en centros urbanos y puertos chilenos. Desde sus inicios, se dedicaron predominantemente al comercio y la industria. Como resultado, no establecieron localidades de manera independiente dentro del territorio nacional chileno, logrando así una coexistencia pacífica con el resto de la población local. En el censo chileno de 1895, fueron registrados 76 ciudadanos otomanos residiendo en el país, de los cuales 58 de ellos declararon ser musulmanes.
Tras la disolución del Imperio otomano luego de la Primera Guerra Mundial, en 1926, Chile fue el primer país de América Latina en reconocer oficialmente a la nueva república turca, lo que trajo consigo la posterior apertura de las respectivas embajadas de cada país, lo que facilitó los trámites consulares de los ciudadanos turcos avecindados en Chile.
Pese a la distancia geográfica entre estas dos naciones, sumado a las diferencias idiomáticas  y culturales, a mediados de la década de 2010, la televisión chilena comenzó a retransmitir telenovelas turcas dobladas al español que tuvieron una alta audiencia, permitiendo así un acercamiento de la sociedad chilena hacia elementos culturales de Turquía, lo cual fue reportado como positivo para algunos inmigrantes turcos en Chile, particularmente en el comercio local.
De acuerdo a datos oficiales emitidos por el Servicio Nacional de Migraciones (Sermig), en el decenio 2014-2024 fueron otorgadas 770 visas de distinto tipo a ciudadanos de nacionalidad turca para residir en el territorio chileno.